# Subvariante delta AY.4.2 del SARS-CoV-2
La variante delta del SARS-CoV-2 se ha vuelto dominante a nivel mundial, al no existir aún variantes que la desplacen ha dado lugar a subvariantes. 
Fueron detectadas por primera vez en India en enero del 2021, algunas siendo designadas como variante de interés (VOI en inglés) por la OMS. Esto último debido a que las mutaciones que presentan algunas de las subvariantes sugieren un aumento en el riesgo de resistencia a las vacunas actuales.